# Вильнёв-ле-Булок
Вильнёв-ле-Було́к (фр. Villeneuve-lès-Bouloc, окс. Vilanava de Bonlòc) — коммуна во Франции, находится в регионе Юг — Пиренеи. Департамент — Верхняя Гаронна. Входит в состав кантона Фронтон. Округ коммуны — Тулуза.
Код INSEE коммуны — 31587.

## География
Коммуна расположена приблизительно в 570 км к югу от Парижа, в 19 км к северу от Тулузы.
На юге коммуны протекает река Жиру.

## Климат
Климат умеренно-океанический. Зима мягкая и снежная, весна характеризуется сильными дождями и грозами, лето сухое и жаркое, осень солнечная. Преобладают сильные юго-восточные и северо-западные ветры.

## Население
Население коммуны на 2010 год составляло 1025 человек.
| 1962 | 1968 | 1975 | 1982 | 1990 | 1999 | 2010 |
| ---- | ---- | ---- | ---- | ---- | ---- | ---- |
| 452  | 429  | 583  | 699  | 882  | 950  | 1025 |

## Администрация
| Период | Период | Фамилия         | Партия                  | Примечания |
| ------ | ------ | --------------- | ----------------------- | ---------- |
| 1961   | 2010   | Пьер Сори       | Социалистическая партия |            |
| 2010   | 2020   | Андре Галлинаро |                         |            |

## Экономика
В 2010 году среди 669 человек трудоспособного возраста (15—64 лет) 492 были экономически активными, 177 — неактивными (показатель активности — 73,5 %, в 1999 году было 71,9 %). Из 492 активных жителей работали 456 человек (232 мужчины и 224 женщины), безработных было 36 (18 мужчин и 18 женщин). Среди 177 неактивных 58 человек были учениками или студентами, 70 — пенсионерами, 49 были неактивными по другим причинам.

## Достопримечательности
- Замок Вильфранш (XVI век). Исторический памятник с 2005 года[4]
- Водяная мельница Масрибо на реке Жиру[фр.]

## Города-побратимы
- Бланско (Чехия)

## Фотогалерея

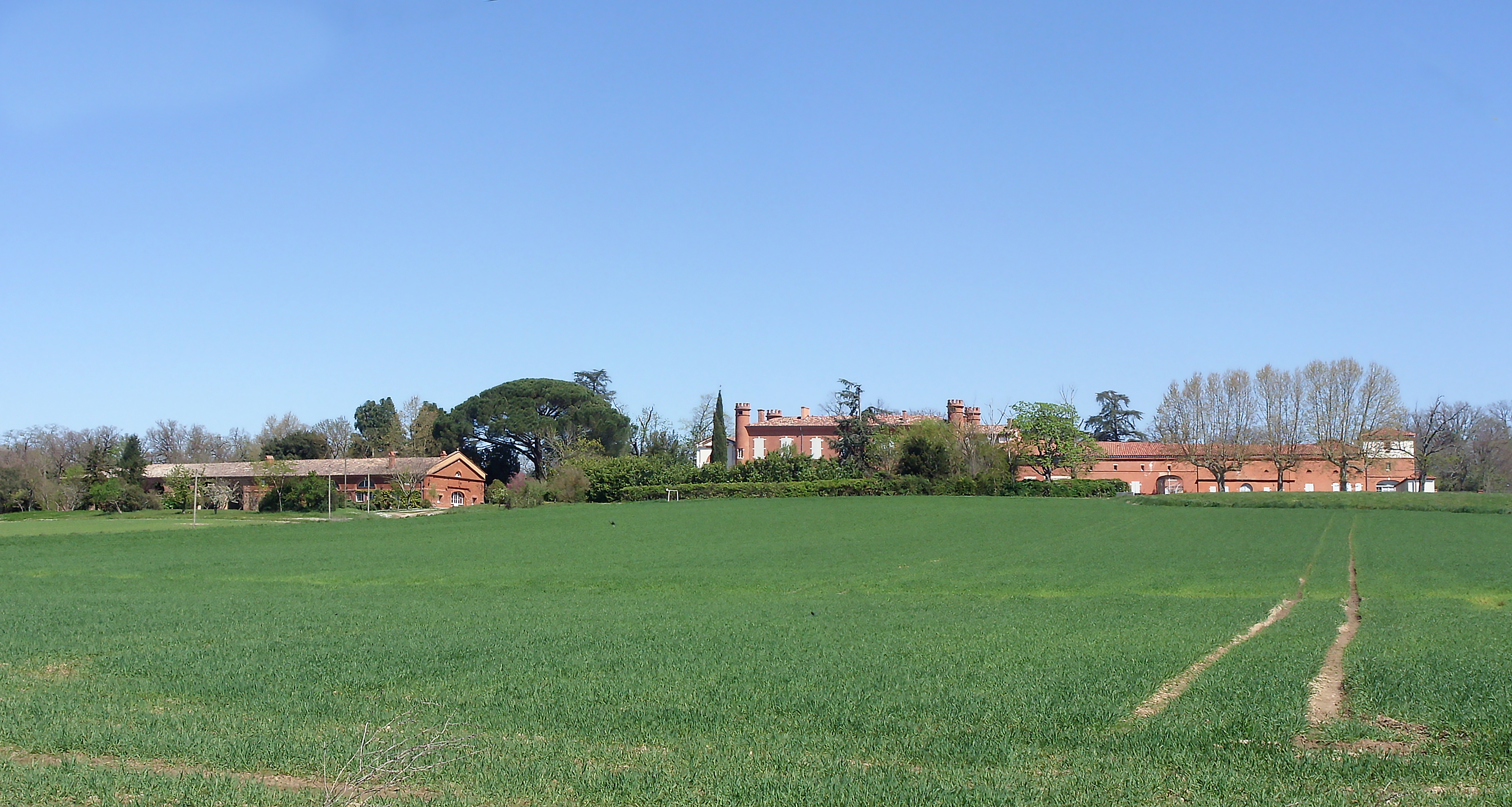
Вильнёв-ле-Булок
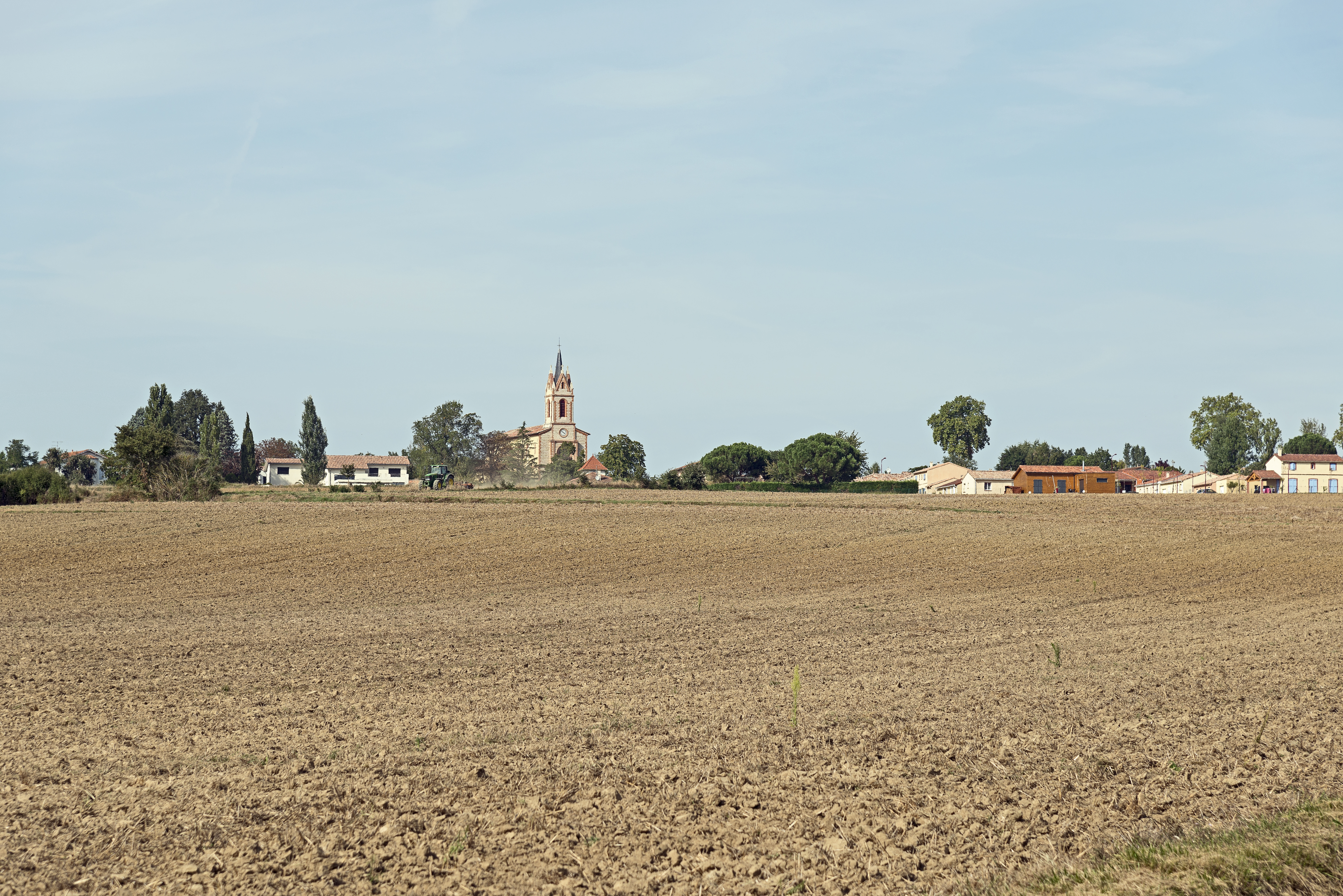
Вильнёв-ле-Булок
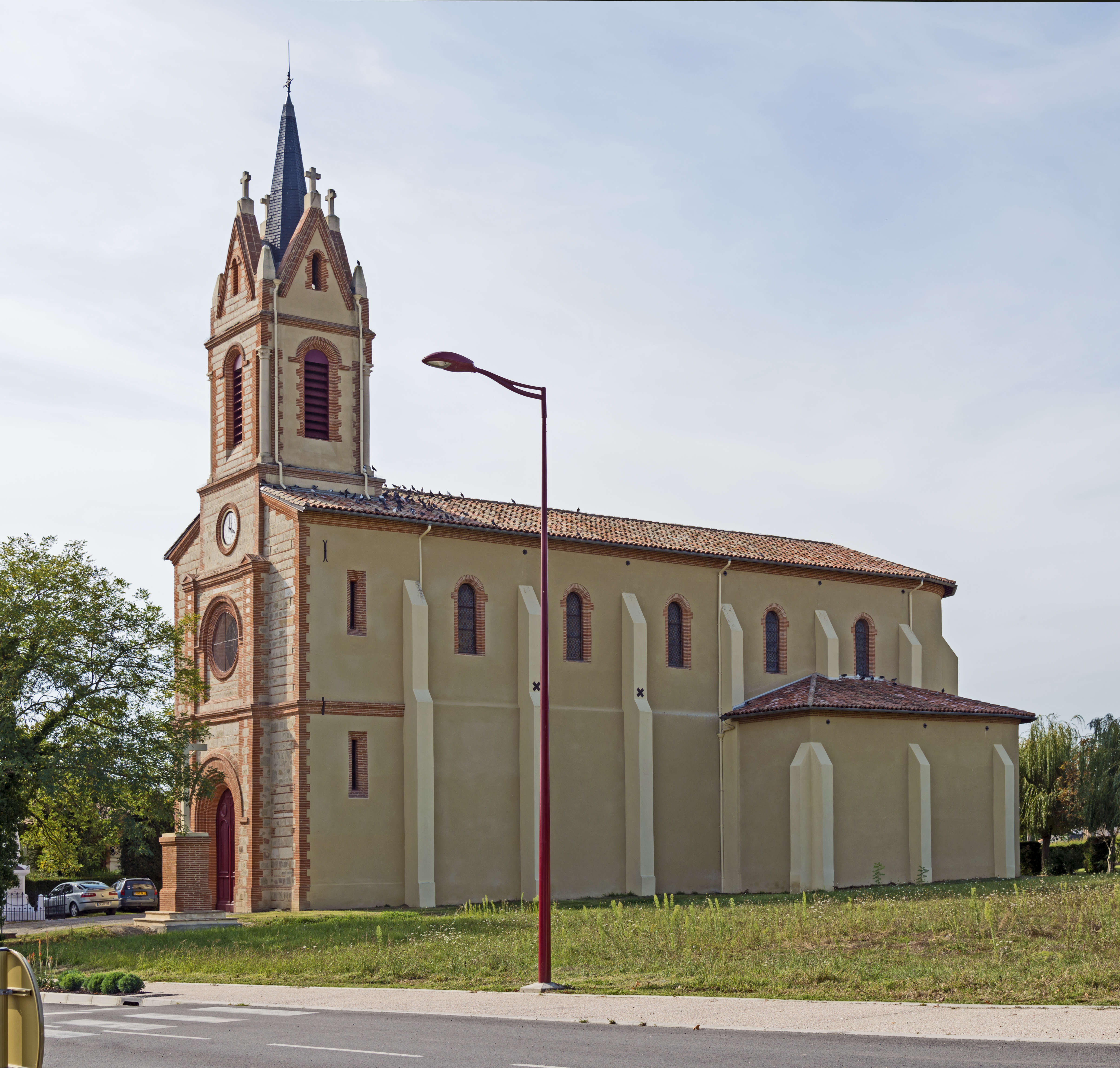
Церковь
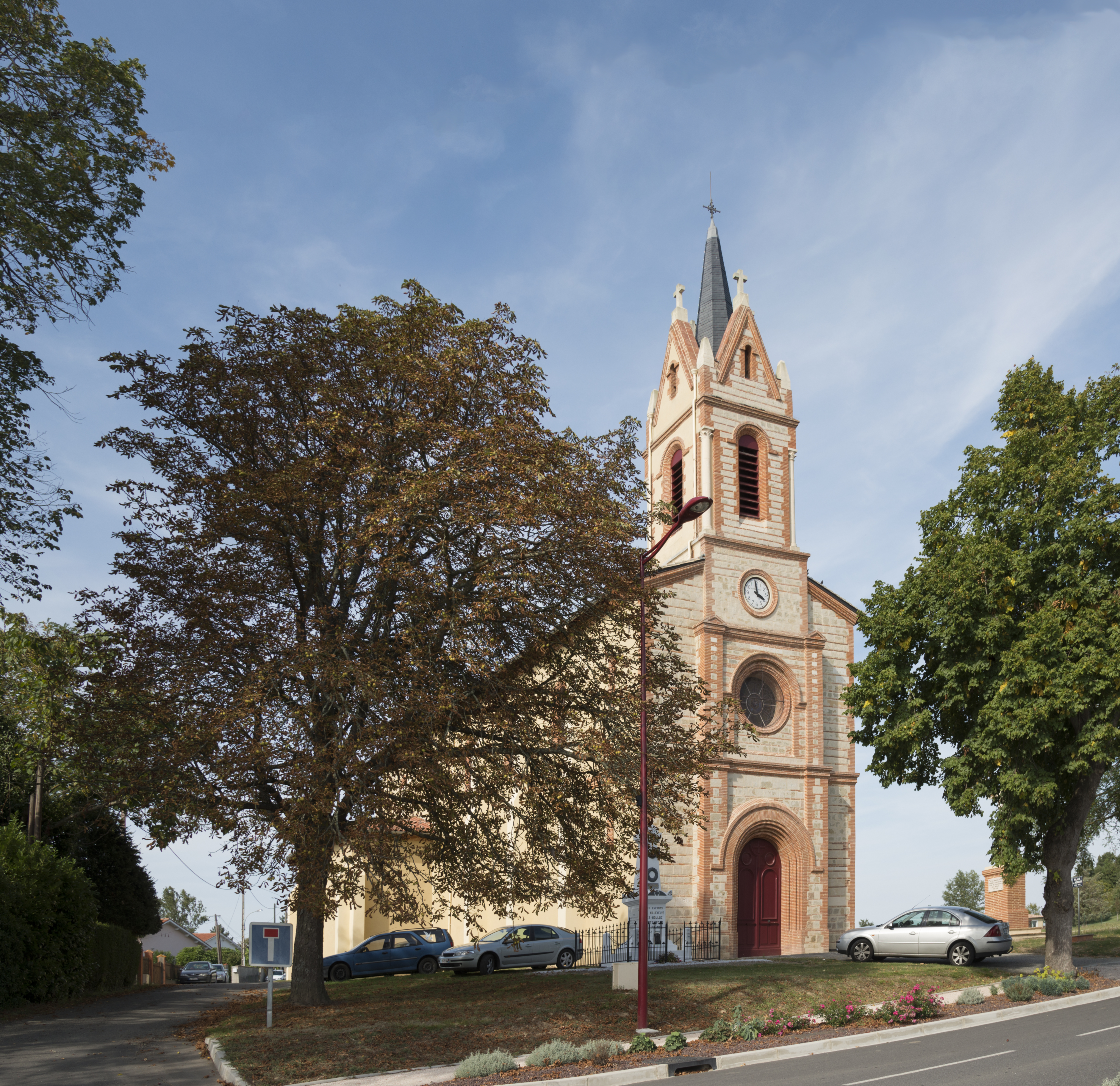
Церковь
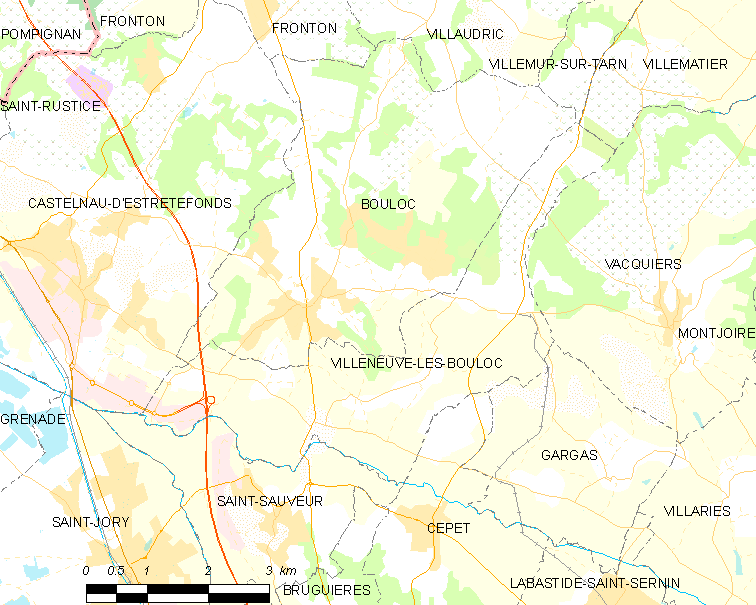
Карта коммуны